# Heucourt-Croquoison
Heucourt-Croquoison település Franciaországban, Somme megyében. Lakosainak száma 107 fő (2022. január 1.). Heucourt-Croquoison Épaumesnil, Allery, Étréjust, Métigny és Vergies községekkel határos.

## Népesség
A település népességének változása:
| Lakosok száma | 122  | 126  | 117  | 112  | 110  | 109  | 107  | 107  |
|               | 2013 | 2015 | 2017 | 2018 | 2019 | 2020 | 2021 | 2022 |